# 天野大吉
天野 大吉（あまの だいきち）は、日本のAV監督、芸術家である。主にアダルトビデオメーカーの幻奇で活動する。

## 来歴
アダルトビデオメーカーに就職後、2年半で独立。最初の監督作品は『空中ぶっかけ4m』という作品だった。低予算で自分の好きなものを作ったのがきっかけで、『秘密戦隊ゴレンジャー』「タイムボカンシリーズ」などパロディ作品を制作するようになった。幻奇を始める前に7年間、アメリカ合衆国に住んでいた。
2009年 公開のギャスパー・ノエの映画『エンター・ザ・ボイド』に携わる。キャスティングは幻奇スタッフが担当した。
2011年 リカルド・ティッシが監修し、ジバンシィとの共同制作で作り上げた「VISIONAIRE 60 Religion Givenchy」限定3000部に天野大吉の作品を提供する。

## 作風
幻奇では、「女性と生物との絡み」を主題としており、蛸を用いた作品を数多く制作されている。その他、作品に登場する生物としては、犬、鰻、泥鰌、蚯蚓、海鼠、蛸、金魚、ミル貝、烏賊、蛙、蛇、蜥蜴、ミルワーム、ゴキブリ、カブトムシの幼虫、蠍がある。

## メディア出演
日本以外での個展開催や写真集の発売がされる事が多いため、取材も日本以外からのものが多い。彼のMySpaceにも記載されているが、イギリスの雑誌『ビザール』に、日本人として初めて特集が組まれた。初掲載は119号で、それは「FROGS PORN!（蛙のポルノ）」という表題が付けられたカラー9ページに及ぶ特集で、彼の作品とコラム形式のテキストを織り交ぜたものになっている。この特集に掲載された記事の一部が同雑誌の公式サイトで閲覧可能である。2008年5月31日現在、同雑誌でコラムを執筆中である。このコラムは毎号カラー2Pにも及ぶものになっている。
2007年秋に開催されたデザインフェスタへ出展。アダルトジャンルではなく18歳未満でも購入可能な物を用意した。繊研新聞社が主宰するイベント「PLUG-IN」へも、作品を展示している。

## 評価
日本以外で天野が紹介される際は、葛飾北斎と比較されることがあり、「現代の葛飾北斎」とも呼ばれている。天野自身はこれについて、2009年に受けたウェブサイト『メンズサイゾー』とのインタビューで、「自分から北斎を意識したわけではなく、引き合いに出されるんですね。影響を受けたわけではなく、近いねって言われるんです。たぶん、蛸のイメージがかぶるということもあるんでしょうね。誰かを意識して作っているということはないです」と述べている。
2007年、アメリカ合衆国の歌手で女優のリディア・ランチは、アダルトサイト「Mr. Skin」でのインタビューで、「Mr. Skinで見たい動画は何?」との質問に、「私はgenki-genkiクルーに心を奪われる。日本の天野大吉によるポルノ芸術では、美しい女性が蛸、ウサギ、ヒル、その他の生物と絡みそそられる。その美意識は驚くべきもので、芸術とポルノの境界を押しのけているし、魅力的」と答えている。最後に"編集者による備考"として「リディア（の言うこと）を信じない? それならGenki-Genki.comでチェックしてみて」と注釈がされている。
マリリン・マンソンは「天野大吉はジャン・コクトーとジャック＝イヴ・クストーの融合体である」と評している。

## 作品
- 奇姦~天野大吉「幻奇」の世界 完全永久保存版: 獣魚虫姦(2007年、三和出版)

幻奇以外での監督作品

3作品とも、ディープスのレーベル:火星魂より。
- 狂蛸 - JAPNESE CRAZY OCTOPAS GIRLS 【狂きょうたこ蛸】(2008年10月23日、ディープス、レーベル:火星魂) - 出演者:新垣さくら、三村佳奈。
- 蠢蟲蟲～64×4000～[ムシムシムシロクジュウヨンカケルヨンセン](2008年12月18日、ディープス、レーベル:火星魂) - 出演者:新垣さくら。
- 溺[DEK]虫耳頭[MIMIZ](2009年2月19日、ディープス、レーベル:火星魂)